# Lucas Villafáñez
Lucas Martín Villafáñez (Comodoro Rivadavia, 4 ottobre 1991) è un calciatore argentino, centrocampista del Kīfisias.

## Carriera

### Club
Esordì il 29 agosto 2009 grazie all'allora tecnico del C.A.I. Luis Medero. In due anni collezionò 57 presenze mettendo a segno 12 gol. Nel 2010 si trasferì in prestito all'Independiente, dove collezionò 26 presente mettendo a segno 2 gol. Dopo le esperienze in prestito all'Huracán e al Panaitōlikos, nel 2016 è stato prelevato dal Panathīnaïkos.

### Nazionale
Ha giocato nella nazionale argentina Under-17.
Nel 2011 è stato convocato dall'Argentina Under-20 per prendere parte al campionato mondiale di calcio Under-20.

## Palmarès

### Club

#### Competizioni nazionali
- Coppa di Grecia: 1

Panathīnaïkos: 2021-2022
- Campionato cipriota: 1

APOEL: 2023-2024
- Souper Ligka Ellada 2: 1

Kīfisias: 2024-2025 (gruppo B)